# Giovanna Scopelli
Giovanna Scopelli (Reggio Emilia, 1439 – Reggio Emilia, 9 luglio 1491) è stata una religiosa italiana, fondatrice e prima priora del monastero carmelitano di Santa Maria del Popolo. Il suo culto come beata fu approvato da papa Clemente XIV nel 1771.

## Biografia
Nata nel 1439, nona figlia di Caterina e Simone Scopelli, divenne mantellata carmelitana ma continuò a vivere in casa fino alla morte dei genitori; si unì poi ad altre donne e nel 1485 ottenne dagli umiliati la chiesa di San Bernardo, che trasformò nel monastero di Santa Maria del Popolo (detto delle Bianche).
La comunità fu affidata ai carmelitani della Congregazione mantovana, che nel 1487 fornirono alle monache un confessore.
Morì in concetto di santità il 9 luglio 1491.

## Culto
Due anni dopo la sua morte il suo corpo fu esumato e trovato incorrotto. Il processo diocesano per il riconoscimento del culto si tenne a Reggio tra il 1767 e il 1770. Il culto fu approvato da papa Clemente XIV il 24 agosto 1771.
Dopo la soppressione napoleonica del monastero delle Bianche, nel 1803 il suo corpo fu trasferito in cattedrale.
Il suo elogio si legge nel Martirologio Romano al 9 luglio.